# العلاقات النيجرية الكورية الجنوبية
العلاقات النيجرية الكورية الجنوبية هي العلاقات الثنائية التي تجمع بين النيجر وكوريا الجنوبية.

## مقارنة بين البلدين
هذه مقارنة عامة ومرجعية للدولتين:
| وجه المقارنة                                              | النيجر          | كوريا الجنوبية                                                          |
| --------------------------------------------------------- | --------------- | ----------------------------------------------------------------------- |
| المساحة (كم2)                                             | 1.27 مليون      | 100.30 ألف                                                              |
| عدد السكان (نسمة)                                         | 21.48 مليون     | 51.47 مليون                                                             |
| الكثافة السكانية (ن./كم²)                                 | 16.91           | 513.16                                                                  |
| العاصمة                                                   | نيامي           | سول                                                                     |
| اللغة الرسمية                                             | لغة فرنسية      | اللغة الكورية                                                           |
| العملة                                                    | فرنك غرب أفريقي | وون كوري جنوبي                                                          |
| الناتج المحلي الإجمالي (بليون دولار)                      | 8.12 مليار      | 1.53 تريليون                                                            |
| الناتج المحلي الإجمالي (تعادل القوة الشرائية) بليون دولار | 19.01 مليار     | 1.75 تريليون                                                            |
| الناتج المحلي الإجمالي الاسمي للفرد دولار أمريكي          | 358             | 27.22 ألف                                                               |
| الناتج المحلي الإجمالي للفرد دولار أمريكي                 | 938             |                                                                         |
| مؤشر التنمية البشرية                                      | 0.348           | 0.901                                                                   |
| رمز المكالمات الدولي                                      | +227            | +82                                                                     |
| رمز الإنترنت                                              | .ne             | .kr                                                                     |
| المنطقة الزمنية                                           | ت ع م+01:00     | توقيت كوريا الجنوبية، ت ع م+09:00، آسيا/سيول ‏، ت ع م+08:00، ت ع م+08:30 |

## منظمات دولية مشتركة
يشترك البلدان في عضوية مجموعة من المنظمات الدولية، منها:
| علم المنظمة | اسم المنظمة                               | تاريخ انضمام النيجر | تاريخ انضمام كوريا الجنوبية |
| ----------- | ----------------------------------------- | ------------------- | --------------------------- |
|             | مؤسسة التمويل الدولية                     | 7 يناير 1980        | 16 مارس 1964                |
|             | منظمة حظر الأسلحة الكيميائية              | ?                   | ?                           |
|             | يونسكو                                    | 10 نوفمبر 1960      | 14 يونيو 1950               |
|             | البنك الإفريقي للتنمية                    | ?                   | ?                           |
|             | الأمم المتحدة                             | 20 سبتمبر 1960      | 17 سبتمبر 1991              |
|             | منظمة الشرطة الجنائية الدولية             | ?                   | ?                           |
|             | البنك الدولي للإنشاء والتعمير             | 24 أبريل 1963       | 26 أغسطس 1955               |
|             | الاتحاد البريدي العالمي                   | ?                   | ?                           |
|             | مؤسسة التنمية الدولية                     | 24 أبريل 1963       | 18 مايو 1961                |
|             | منظمة التجارة العالمية                    | ?                   | ?                           |
|             | الفريق المعني برصد الأرض                  | ?                   | ?                           |
|             | المركز الدولي لتسوية المنازعات الاستشارية | 14 ديسمبر 1966      | 23 مارس 1967                |
|             | وكالة ضمان الاستثمار متعدد الأطراف        | 10 مايو 2012        | 12 أبريل 1988               |

## وصلات خارجية
- موقع وزارة الخارجية الكورية الجنوبية